# Hishimonus fuscomaculatus
Hishimonus fuscomaculatus är en insektsart som beskrevs av Li och Wang 2004. Hishimonus fuscomaculatus ingår i släktet Hishimonus och familjen dvärgstritar. Inga underarter finns listade i Catalogue of Life.